# Salix myrtillifolia
Salix myrtillifolia är en videväxtart som beskrevs av Anderss.. Salix myrtillifolia ingår i släktet viden, och familjen videväxter. Utöver nominatformen finns också underarten S. m. myrtillifolia.